# Catherine Rouvel
Catherine Rouvel (* 31. August 1939 in Marseille als Catherine Vitale) ist eine französische Schauspielerin.

## Leben
Ihre Ausbildung begann sie in Marseille, 1956 ging sie nach Paris, wo sie das Centre d’art dramatique de la rue Blanche besuchte. 1958 heiratete sie ihren väterlichen Jugendfreund Georges Rouveyre, mit dem sie ein Kind hat.
1959 schrieb Jean Renoir mit seinem Alterswerk Das Frühstück im Grünen, benannt nach dem gleichnamigen Gemälde von Édouard Manet, noch einmal Filmgeschichte. Der Film wurde auf dem Grundstück seines Vaters Pierre-Auguste Renoir in der Provence gedreht. Die Rolle der Nénette, dem Typ der lebensfrohen, sinnlichen Südfranzösin vom Lande, besetzte er mit Catherine Rouvel. Es war nicht die Hauptrolle, aber immerhin eine Schlüsselrolle. Deren Interpretation brachte der noch jungen Darstellerin den Durchbruch. In der Folge war sie stets in Film, Fernsehen und am Theater präsent.
1997 veröffentlichte Alain Desvignes ihre Biografie unter dem Titel Catherine Rouvel: 40 ans de cinéma, de théâtre et de télévision.

## Filmografie (Auswahl)
- 1959:	Das Frühstück im Grünen (Le Déjeuner sur l’herbe)
- 1963:	Der Frauenmörder von Paris (Landru)
- 1963:	Rasthaus des Teufels (Chair de poule) – Regie: Julien Duvivier
- 1967: Allô Police (Fernsehserie, 1 Folge)
- 1968:	Benjamin – Aus dem Tagebuch einer männlichen Jungfrau (Benjamin ou les mémoires d’un puceau)
- 1970:	Borsalino
- 1970:	Der Riß (La rupture)
- 1971:	Mörder nach Vorschrift (Les assassins de l’ordre) – Regie: Marcel Carné
- 1971:	Arsène Lupin, der Meisterdieb (Arsène Lupin) (TV-Serie)
- 1974:	Fluchtpunkt Marseille (The Marseille Contract)
- 1974: Borsalino & Co. (Borsalino and Co.)
- 1976:	Sehnsucht nach Afrika (La victoire en chantant)
- 1980:	Zärtliche Cousinen (Tendres cousines)
- 1981:	Caroline tanzt aus der Reihe (Le Boulanger de Suresnes) – Regie: Jean-Jacques Goron (TV)
- 1988: Inspektor Lavardin (Les dossiers secrets de l'inspecteur Lavardin; Fernsehserie, 1 Folge)
- 1995: Elisa (Élisa)
- 1995: Kommissar Navarro (Navarro, Fernsehserie, 1 Folge)
- 2001:	Va Savoir
- 2004: Das Leben ist seltsam (Rois et reine)
- 2012: Beau Rivage – Regie: Julien Donada